# Nama quiexobranum
Nama quiexobranum är en strävbladig växtart som beskrevs av John D. Bacon och J.A. Mcdonald. Nama quiexobranum ingår i släktet Nama och familjen strävbladiga växter. Inga underarter finns listade i Catalogue of Life.